# Hichem Benmeghit
Hichem Benmeghit est un footballeur algérien né le 17 avril 1988 à Oran. Il évolue au poste d'attaquant à l'ES Mostaganem.

## Biographie
Hichem Benmeghit évolue en Division 1 avec les clubs de l'USM Blida, de l'USM Alger, et du WA Tlemcen.
Il inscrit deux buts en première division algérienne lors de la saison 2011-2012.

## Palmarès
- Accession en Ligue 1 en 2015 avec le RC Relizane.
- Accession en Ligue 2 en 2014 avec le RC Relizane.
- Accession en Ligue 2 en 2018 avec l'ES Mostaganem.